# Касем Слімані
Касем Слімані (араб. قاسم سليماني, нар. 1 липня 1948 — пом. 30 листопада 1996) — марокканський футболіст, що грав на позиції захисника.

## Клубна кар'єра
На клубному рівні виступав за команду «Сеттат», з якою виграв чемпіонат Марокко та став володарем Кубка Марокко. Також виступав у Франції, граючи за «Париж», зігравши два матчі у вищому дивізіоні країни.
1975 року перейшов до французького клубу «Не-ле-Мін», за який відіграв по сезону у другому і третьому дивізіонах. Завершив професійну кар'єру футболіста виступами за команду Клуб у 1977 році.

## Виступи за збірну
1967 року дебютував в офіційних матчах у складі національної збірної Марокко.
У складі національної збірної Марокко був учасником чемпіонату світу 1970 року у Мексиці, де Марокко посіло останнє місце в групі, а Слімані взяв участь у всіх трьох матчах — проти ФРН, Перу та Болгарії.
Помер 30 листопада 1996 року на 49-му році життя.

## Титули і досягнення
- Чемпіон Марокко (1):

«Сеттат»: 1970/71
- Володар Кубка Марокко (1):

«Сеттат»: 1968/69